# Vol Sol Líneas Aéreas 5428
Le vol Sol Líneas Aéreas 5428 était un vol régulier de passagers qui s'est écrasé le 18 mai 2011 près de Los Menucos (en), un petit village au centre de l'Argentine, ne laissant aucun survivant parmi les 22 personnes à bord. L’appareil impliqué dans l'accident, un Saab 340, était exploité par la compagnie aérienne argentine Sol Líneas Aéreas et assurait un vol intérieur entre Neuquén et Comodoro Rivadavia.
L’enquête qui a suivi a conclu que le givrage important de la cellule de l'avion a entraîné une perte de contrôle durant le vol, que l’équipage n'a pas été en mesure de récupérer. Il s'agit de l'accident aérien le plus meurtrier impliquant un Saab 340.

## Avion et équipage
L'avion impliqué dans l'accident était un Saab 340A, un bi-turbopropulseur âgé de 26 ans. Il a été livré à Comair en 1985 et enregistré sous le numéro d'immatriculation N344CA. En 1997, il est devenu N112PX avec Northwest Express. Il a conservé le même enregistrement lors de sa vente chez le transporteur portoricain Fina Air (en) en 2003 et plus tard, chez RegionsAir (en) en 2006. L’avion a été entreposé par cette dernière compagnie aérienne en 2007 avant d’être racheté par Sol Líneas Aéreas en juillet 2010, sous l'immatriculation LV-CEJ.
L'équipage du cockpit était composé du commandant de bord Juan Raffo (45 ans), qui avait 6 902 heures de vol, dont 2 181 heures sur Saab 340, du copilote Adriano Bolatti (37 ans), qui comptait 1 340 heures heures de vol, dont 285 heures sur Saab 340, et d'un membre du personnel navigant commercial (PNC) en cabine.

## Accident
Le vol 5428 a décollé de l'aéroport international de Rosario – Islas Malvinas (en) à 18 h 35 heure locale (20 h 35 UTC), en direction de l'aéroport Comodoro Rivadavia. Le vol devait faire escale à Córdoba, Mendoza et Neuquén. Après avoir achevé sans encombre les trois premiers segments, le Saab 340 a décollé de l’aéroport international Presidente Perón (en) de Neuquén à 20 h 05 pour sa dernière étape.
Vers 20 h 29, alors qu'il se dirigeait vers le niveau de vol FL190 (19 000 pieds, soit environ 5 800 mètres) qui lui avait été attribué, l'avion a rencontré des conditions de givrage et s'est stabilisé à 17 800 pieds (5 425 mètres), se maintenant à cette altitude pendant environ 9 minutes. Alors que les conditions de givrage persistaient, l’équipage a amorcé une descente vers le FL140 (14 000 pieds, soit 4 267 mètres), mais au cours des 7 minutes suivantes, les conditions de givrage se sont considérablement dégradées. Le contrôle de l’avion a été perdu peu de temps après et le Saab 340 a percuté le sol dans une région reculée de la province de Río Negro, entre les villages de Los Menucos (en) et Prahuaniyeu (en),,.

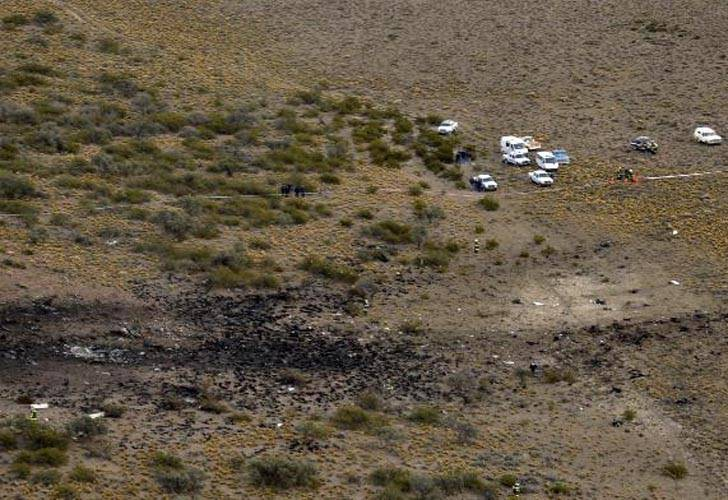
Vue aérienne du site de l'accident du vol 5428.

L'avion volait de nuit, dans des conditions météorologiques de vol aux instruments (IMC) et dans une zone sans couverture radio VHF. L’équipage d’un avion d’affaires volant dans la région a reçu un appel Mayday peu de temps avant la perte du vol 5428,,. La population locale située à environ 2 kilomètres du lieu de l’accident a vu un avion voler à très basse altitude. Quelques instants plus tard, ils ont entendu des explosions et ont remarqué une fumée noire venant du sol,. Les pompiers sont arrivés sur les lieux trois heures plus tard, ne trouvant aucun survivant,,.

## Passagers
L'un des passagers était un enfant, tandis que les autres étaient des adultes,. Un passager a pris l'avion à Córdoba, neuf à Mendoza et neuf à Neuquén. Tous les passagers avaient pour destination finale Comodoro Rivadavia, à l’exception de l’un d’entre eux, qui se rendait de Córdoba à Mendoza.

## Enquête
Les enregistreurs de vol de l'avion ont été retrouvés deux jours après l'accident. La Junta de Investigación de Accidentes de Aviación Civil (JIAAC) argentine a ouvert une enquête sur l'accident. En septembre 2011, un rapport préliminaire a été publié, indiquant que la cause de l'accident était un décrochage dû à un givrage important de la cellule, ce qui a amené à la perte de contrôle de l'appareil.
La JIAAC a publié son rapport final en mars 2015, confirmant les conclusions du rapport préliminaire. Aucune preuve de défauts techniques dans l'avion n'a été découverte. Il a été déterminé que les conditions de givrage rencontrées par le vol 5428 étaient si sévères que les systèmes de dégivrage de l’avion ont été surchargés. 
Toutefois, il a également été noté que la gestion de la puissance des moteurs et de la vitesse indiquée par l’équipage a été inadéquate. En effet, les moteurs n’ont jamais été réglés à pleine puissance et les pilotes ont laissé la vitesse décroître jusqu’à ce que l’avion décroche. Il a également été déterminé que les bulletins météorologiques reçus par l'équipage indiquaient un givrage faible et que, par conséquent, ils n'étaient pas préparés aux conditions qu'ils ont réellement rencontrées(p59).
La JIAAC a décrit la technique de récupération du décrochage de l'équipage comme inappropriée pour les conditions de vol données, et a émis plusieurs recommandations de sécurité aux autorités et organisations aéronautiques, appelant à une formation plus avancée des pilotes sur la reconnaissance des signes d'un décrochage naissant et sur les techniques de récupération d'un appareil en vol,.
23 recommandations de sécurité ont été émises par la JIAAC à la suite de l'accident et de la publication du rapport final(p70-77),.

## Médias
L'accident a fait l'objet d'un épisode dans la série télévisée Air Crash nommé « Descente gelée » (saison 20 - épisode 6).

### Vidéos
- (es) [vidéo] Canal 5 Noticias, « Tragedia aerea en Rio Negro: habla el vicepresidente de sol », sur YouTube.
- (es) [vidéo] Televisión Pública Argentina, « Visión Siete: La pasajera que bajó en Mendoza, antes de la tragedia », sur YouTube.
- (es) [vidéo] Televisión Pública Argentina, « Visión Siete: Sol Líneas Aéreas no tiene hipótesis sobre la tragedia », sur YouTube.
- (es) [vidéo] Canal 5 Noticias, « SOCIEDAD - Tragedia del avion sol », sur YouTube.
- (es) [vidéo] Tele Sur, « El hielo en las alas causó accidente de avión en Argentina », sur YouTube.
- (es) [vidéo] Canal10 Río Negro, « Los Menucos: A 5 años de la tragedia del avión Sol », sur YouTube.